# Trofeo Alfredo Binda-Comune di Cittiglio 2015
De 40e editie van de Italiaanse wielerwedstrijd Trofeo Alfredo Binda-Comune di Cittiglio werd gehouden op 29 maart 2015. De start vond plaats in Laveno-Mombello, de aankomst lag in Cittiglio. Het was de tweede wedstrijd van de Wereldbeker Wielrennen voor Vrouwen 2015. De Britse Elizabeth Armitstead won in een sprint van de Franse wereldkampioene Pauline Ferrand-Prévot en de Nederlandse Anna van der Breggen. Met deze overwinning nam Elizabeth Armitstead de leiding in de wereldbekerstand over van Jolien D'Hoore.

## Deelnemende ploegen
| Merkenploegen                  | Merkenploegen                              | Nationale selectie |
| ------------------------------ | ------------------------------------------ | ------------------ |
| Alé Cipollini                  | Orica-AIS                                  | Frankrijk          |
| Aromitalia Vaiano              | Pepper Palace presented by The Happy Tooth | Polen              |
| Astana - Acca Due O            | Poitou-Charentes.Futuroscope.86            | Rusland            |
| Bepink La Classica             | Rabobank-Liv Woman                         | Verenigde Staten   |
| Bigla Pro Cycling Team         | Team Rytger                                | Zwitserland        |
| Boels Dolmans Cycling Team     | S.C. Michela Fanini Rox                    |                    |
| BTC City Ljubljana             | Servetto Footon                            |                    |
| Inpa Sottoli Bianchi Giusfredi | Top Girls Fassa Bortolo                    |                    |
| Lointek                        | Twenty 16 presented by Sho-Air             |                    |
| Lotto Soudal Ladies            | Velocio-SRAM                               |                    |
| No Radunion Vitalogic          | Wiggle Honda                               |                    |

## Uitslag
| Plaats  | Naam                   | Ploeg                          | Tijd     |
| ------- | ---------------------- | ------------------------------ | -------- |
| Winnaar | Elizabeth Armitstead   | Boels Dolmans Cycling Team     | 3u08'13" |
| 2       | Pauline Ferrand-Prévot | Rabobank-Liv Woman             | z.t.     |
| 3       | Anna van der Breggen   | Rabobank-Liv Woman             | z.t.     |
| 4       | Elisa Longo Borghini   | Wiggle Honda                   | z.t.     |
| 5       | Alena Amialiusik       | Velocio-SRAM Pro Cycling       | z.t.     |
| 6       | Jolanda Neff           | Zwitserland                    | + 3"     |
| 7       | Annemiek van Vleuten   | Bigla Pro Cycling Team         | + 1’31"  |
| 8       | Ellen van Dijk         | Boels Dolmans Cycling Team     | z.t.     |
| 9       | Elena Cecchini         | Lotto Soudal Ladies            | z.t.     |
| 10      | Ashleigh Moolman-Pasio | Bigla Pro Cycling Team         | z.t.     |
| 11      | Tiffany Cromwell       | Velocio-SRAM Pro Cycling       | z.t.     |
| 12      | Carmen Small           | TWENTY16 presented by Sho-Air  | z.t.     |
| 13      | Katarzyna Niewiadoma   | Rabobank-Liv Woman             | z.t.     |
| 14      | Valentina Scandolara   | Orica-AIS                      | z.t.     |
| 15      | Lucinda Brand          | Rabobank-Liv Woman             | z.t.     |
| 16      | Eugenia Bujak          | BTC City Ljubljana             | z.t.     |
| 17      | Oxana Kozonchuk        | Rusland                        | z.t.     |
| 18      | Giorgia Bronzini       | Wiggle Honda                   | z.t.     |
| 19      | Rossella Ratto         | Inpa Sottoli Bianchi Giusfredi | z.t.     |
| 20      | Lisa Brennauer         | Velocio-SRAM Pro Cycling       | z.t.     |
|         |                        |                                |          |
| 46      | Anisha Vekemans        | Lotto Soudal Ladies            | + 6’46"  |

1974 · 1975 · 1976 · 1977 · 1978 · 1979 · 1980 · 1981 · 1982 · 1983 · 1984 · 1985 · 1986 · 1987 · 1988 · 1989 · 1990 · 1991 · 1992 · 1993 · 1994 · 1995 · 1996 · 1997 · 1998 · 1999 · 2000 · 2001 · 2002 · 2003 · 2004 · 2005 · 2006 · 2007 · 2008 · 2009 · 2010 · 2011 · 2012 · 2013 · 2014 · 2015 · 2016 · 2017 · 2018 · 2019 · 2020 · 2021 · 2022 · 2023 · 2024 · 2025